# Éric Jourdan (designer)
Pour les articles homonymes, voir Éric Jourdan et Jourdan.

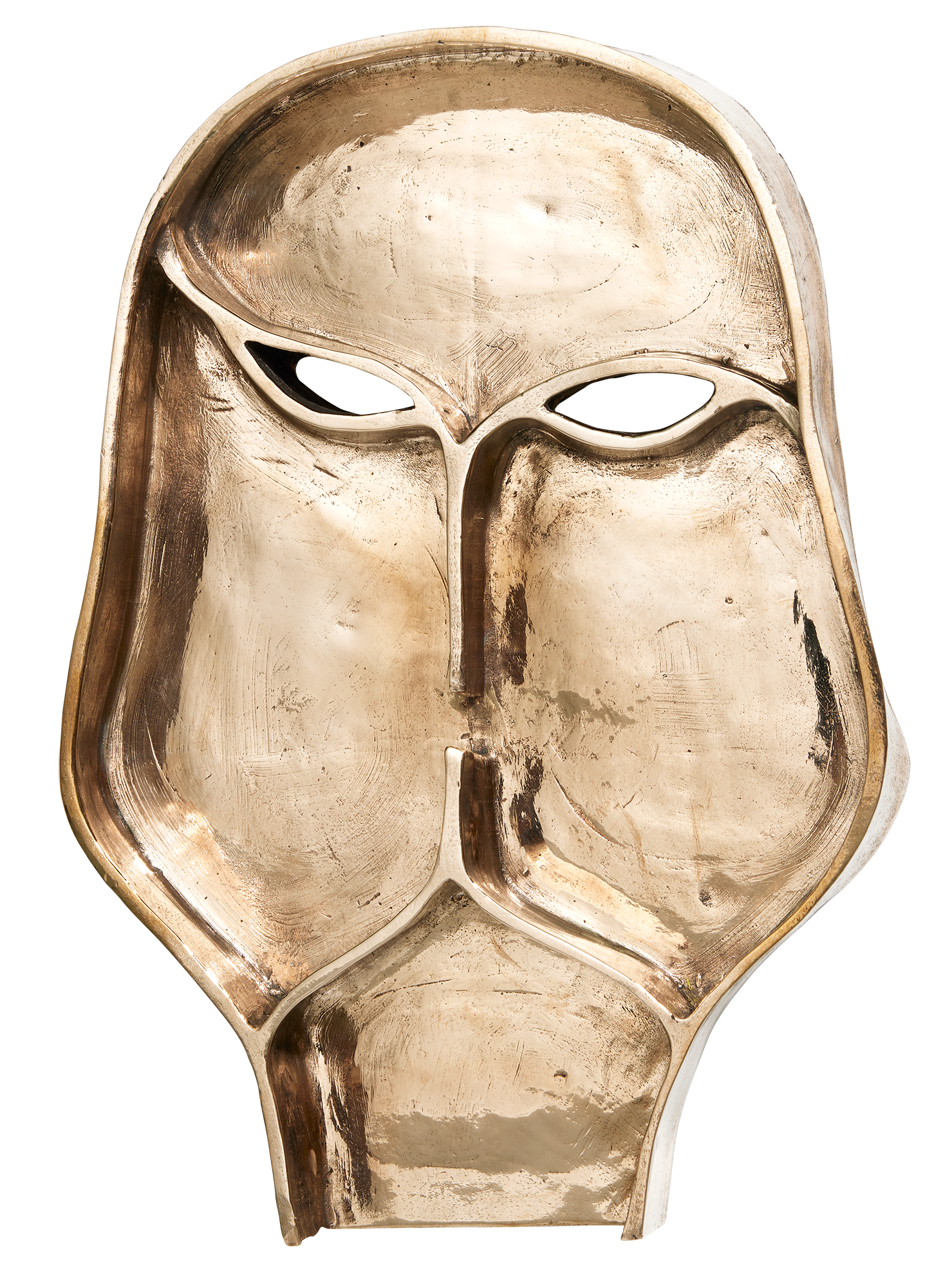
Applique en bronze or, 2022

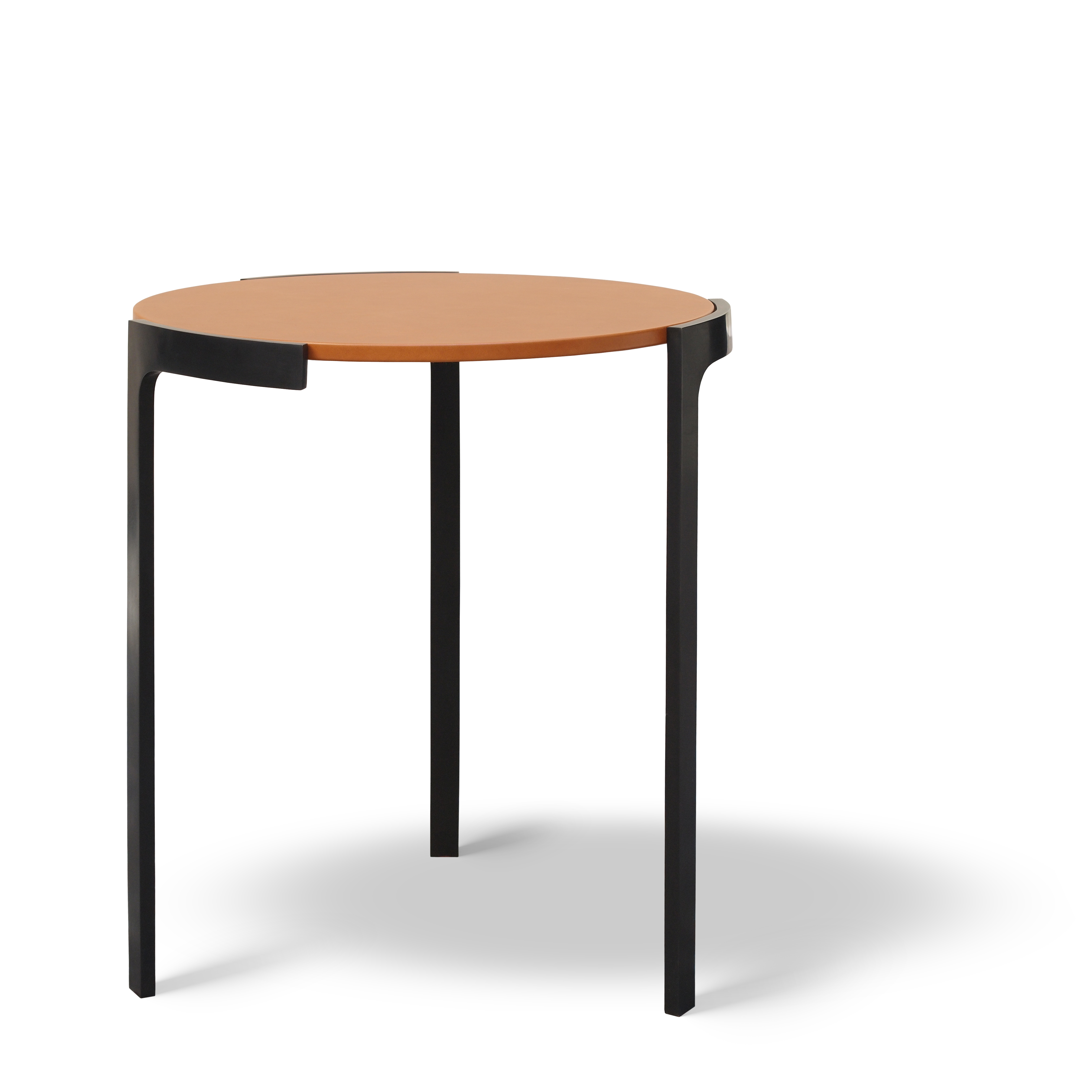
Guéridon Fauve, bronze et cuir, Edition de 30 exemplaires, 2013

Éric Jourdan, né le 15 septembre 1961 à Chatou, est un designer français.

## Biographie
Fils d'un enseignant en architecture à l'école Camondo, Éric Jourdan effectue sa formation à l’'école des beaux Arts de Saint-Étienne et à l'école nationale supérieure des arts décoratifs. 
Il commence sa carrière avec la galerie Neotu en 1988. En 1989 il conçoit la signalétique de la Fondation Cartier, ainsi que le mobilier des bureaux de Cartier à New York. En 1991 La fondation Cartier lui propose une exposition personnelle. 
Il rejoint l’équipe de Philippe Starck, puis fonde son studio. En 1995, il obtient une carte blanche du VIA, il travaille sur de nombreux projets de signalétique comme la signalétique du Parc naturel régional de la Haute Vallée de Chevreuse. Il collabore aussi avec Ruedi Baur sur le projet de signalétique de la Cité internationale universitaire de Paris et l'Université Rennes-II. 
Depuis 2002 il dessine des collections de mobilier pour Ligne Roset et Cinna. Il obtient en 2004 un Red Dot design award avec le canapé Snowdonia édité par Ligne Roset. L’École supérieure d'art et de design de Reims, l’École nationale supérieure des Beaux Arts de Paris, l’ESAD de Saint Étienne font appel à lui. Il réalise plusieurs pièces pour le Mobilier national. 
Depuis 2006 il travaille avec l'éditeur Domeau & Pérès, il réalise pour eux l'ensemble du mobilier pour un golf privé aux USA. La même année il conçoit un projet d'aménagement du parvis de la Gare de Saint-Étienne-Châteaucreux. 
Avec Francesca Avossa il aménage le salon Première Vision pour l'édition de 2010. 
En 2011 il renouvelle sa collaboration avec Ruedi Baur pour le concours d'aménagement des stands DACIA pour les salons de l'auto mondiaux. 
Depuis 2010 il est responsable des masters de l'École supérieure d'art et design Saint-Étienne et poursuit une collaboration régulière avec le groupe Roset.
En 2013 la galerie En Attendant les Barbares lui consacre une exposition personnelle.
En 2017, il participe à la scénographie du Pavillon de la France à la Foire du Livre de Francfort.
En 2019, il aménage le restaurant de la Cité du design de Saint-Étienne.

## Expositions personnelles
- Galerie Peyroulet, 2000 et 2004[21]
- Galerie Gosserez, 2012[22]
- Galerie les En Attendant les Barbares, 2013[5]

## Distinctions
- 2013 : Grand Prix du Design Art Paris, Lit de repos Edmond[23].